# Cordia cochinchinensis
Cordia cochinchinensis är en strävbladig växtart som beskrevs av François Gagnepain. Cordia cochinchinensis ingår i släktet Cordia, och familjen strävbladiga växter. Inga underarter finns listade i Catalogue of Life.